# Dienststelle zur Verwaltung des Judenvermögens
Die Dienststelle zur Verwaltung des Judenvermögens (griechisch Υπηρεσία Διαχειρίσεως Ισραηλιτικών Περιουσιών Ypiresía Diachiríseos Israilitikón Periousión; kurz: ΥΔΙΠ YDIP) war eine Behörde, die 1943 zur Zeit der Deutschen Besatzung Griechenlands zur Verwaltung und Verwertung jüdischen Besitzes gegründet wurde. Nach dem Zweiten Weltkrieg war sie für die Restitution des vormals jüdischen Vermögens zuständig.

## Besatzungszeit

### 1943: YDIP in Saloniki-Ägäis
Griechenland wurde 1941 im Balkanfeldzug erobert und besetzt. Am 6. Februar 1943 traf das Sonderkommando der Sicherheitspolizei für Judenangelegenheiten in Saloniki-Ägäis unter der Leitung der SS-Hauptsturmführer Alois Brunner und Dieter Wisliceny in Thessaloniki ein, um die Deportation und Vernichtung der Juden im Raum Thessaloniki und Ägäis mit der großen jüdischen Gemeinde von Thessaloniki im Auftrag von Adolf Eichmann zu organisieren. Die Juden mussten auf Befehl der deutschen Wehrmachtsverwaltung in ein eigens gebildetes Ghetto umziehen und Geschäftsinhaber und jüdische Mieter wurden gezwungen, ihre Läden und Wohnungen zu kennzeichnen. Ihren Besitz mussten sie zurücklassen. Er wurde von deutschen Einheiten registriert und auf Lastwagen verladen. Die Wohnungen besetzten deutsche Offiziere, griechische Kollaborateure und griechische Flüchtlinge aus den bulgarisch besetzten Gebieten Griechenlands.
Der griechische Generalgouverneur von Makedonien, Vasilios Simonidis, wies die unteren griechischen Behörden an, Eichmanns Sonderkommando zu unterstützen, und setzte sich für die Verteilung des jüdischen Vermögens unter den griechischen Flüchtlingen aus der bulgarischen Besatzungszone ein.
Am 8. März wurde die »Dienststelle zur Verwaltung des Judenvermögens«, die YDIP (Ypiresía Diachiríseos Israilitikón Periousión) auf Betreiben von Kriegsverwaltungsrat Max Merten (Wehrmachtsverwaltung Saloniki-Ägäis) und dem makedonischen Generalgouverneur Simonidis errichtet, um sogenanntes feindliches, aber auch befreundetes Ausländervermögen zu verwalten. Leiter wurde der Jurist Elias Douros. Das Amt ging aus dem Grundbuchamt in Thessaloniki hervor und hatte zuvor schon praktische Erfahrungen in der Regulierung von zurückgelassenem muslimischen Besitz nach dem Griechisch-Türkischen Krieg von 1919 bis 1922 und den anschließenden ethnischen Umsiedlungen gemacht. Es unterstand zunächst der deutschen Wehrmachtsverwaltung und später dem Ministerialdirektor Mavraganis im Griechischen Finanzministerium.
Anfang März 1943 trat der Plan zur Deportation der Juden in die letzte Phase. Alle Juden mussten Angaben zu ihrem Vermögen machen und die Schlüssel ihrer Läden der YDIP übergeben. Diese sollte provisorische „Verwalter“ für das jüdische Vermögen finden. In der Zwischenzeit hatten griechisch-orthodoxe Griechen und deutsche Soldaten so sehr geplündert, dass sich Douros beklagte, dass er nur mehr etwa ein Drittel der jüdischen Unternehmen (etwa 600 von 1898) ordnungsgemäß registrieren konnte. Insgesamt war die YDIP für die Verwertung von 2300 Geschäften und über 10.000 Wohnungen zuständig. Bei der Auswahl der „Verwalter“ intervenierte Kriegsverwaltungsrat Max Merten von der Wehrmachtsverwaltung häufig. Beim Athener Prozess im Jahr 1959 wurde ihm nach Berechnungen des jüdischen Zentralrates vorgeworfen, sich dabei selbst um mehr als 1,5 Millionen Goldsovereign bereichert zu haben.

### 1944: KYDIP im Rest Griechenlands
Nach dem Waffenstillstand von Cassibile im September 1943 übernahm das Deutsche Reich die Kontrolle über die ehemals italienisch besetzten Gebiete Griechenlands und plante die Deportation der dortigen Juden, die bis dahin unter italienischem Schutz standen. 1944 wurde mit dem Gesetz Nr. 1180 durch die Regierung Ioannis Rallis die Zentrale Dienststelle für die Verwaltung des Judenvermögens KYDIP mit der Verwaltung des jüdischen Vermögens im restlichen Griechenland beauftragt. Zwei Tage bevor Athen vom Deutschen Reich geräumt wurde benannte die griechische Regierung die KYDIP in Zentrale Dienststelle für die Verrechnung und Rückgabe jüdischen Besitzes um. Damit sollte der Anschein einer größeren Legitimität erreicht werden.

## Nachkriegszeit

### Restitution
Ende Oktober 1944, zwei Wochen nach der Befreiung Athens, wurde ein Gesetz erlassen, das vorsah, dass alle beschlagnahmten Vermögenswerte ihren rechtmäßigen Besitzern zurückgegeben werden müssten. Dieses Gesetz schaffte die YDIP nicht ab, sondern bestätigte die Zuständigkeit der YDIP. Während das griechische Außenministerium versuchte, die jüdischen Angelegenheiten im nationalen Interesse in Verhandlungen um eine Wiedergutmachung durch Deutschland einzubringen, setzten das griechische Militär und die Justiz den jüdischen Rückgabeanspruch gegenüber griechisch-orthodoxen Griechen nicht durch. Zusätzlich versuchte das Außenministerium, die Rückkehr griechischer Überlebender aus den Konzentrationslagern zu verzögern.
Michael Molho weist darauf hin, dass die Rückerstattung durch KYDIP in den ehemals italienisch besetzen Gebieten zu einem großen Teil erfolgte, was mit den in Thessaloniki beschlagnahmten jüdischen Vermögenswerten kaum geschehen sei. Rena Molho gibt an, dass die jüdischen Überlebenden aus Thessaloniki bis 1953 nur die Rückgabe von 543 Häusern und Wohnungen, 18 Baracken und 51 Geschäften erwirken konnten.

### Aufarbeitung der Kollaboration
Mit der Bildung eines Sondergerichts für Kollaborateure in Thessaloniki im Frühling 1945 wurden auch die in den Unterlagen der YDIP geführten Begünstigungen und deren Empfänger relevant. Die zurückkehrenden überlebenden Juden verlangten die Bestrafung dieser „Nazi-Kollaborateure“, aber wegen des Griechischen Bürgerkriegs schätzte der Staat viele „Verwalter“ nunmehr dezidiert als wertvolle Antikommunisten, die Nachkriegskarrieren machen konnten. Viele „Verwalter“ konnten erfolgreich ein zweites Mal ihren Anspruch auf das Vermögen der Juden geltend machen und es behalten.